# Novoiefremivka, Henicesk
Novoiefremivka (în ucraineană Новоєфремівка) este un sat în comuna Sokolohirne din raionul Henicesk, regiunea Herson, Ucraina.

## Demografie
Componența lingvistică a localității Novoiefremivka
     Ucraineană (89,61%)
     Rusă (3,58%)
Conform recensământului din 2001, majoritatea populației localității Novoiefremivka era vorbitoare de ucraineană (89,61%), existând în minoritate și vorbitori de armeană (4,3%) și rusă (3,58%).